# Mount Tadpole
Mount Tadpole (englisch für Kaulquappenberg) ist ein rund 1000 m hoher, abgerundeter und hauptsächlich unvereister Berg an der Shackleton-Küste der antarktischen Ross Dependency. Er ragt mit einem schmalen, sich nach Südwesten erstreckenden Bergkamm 6 km ostnordöstlich des Mount Tuatara an der Südflanke des Byrd-Gletschers auf.
Das Advisory Committee on Antarctic Names nahm 2003 seine deskriptive Benennung vor.